# Uccidete la colomba bianca
Uccidete la colomba bianca (The Package) è un film del 1989 di Andrew Davis, interpretato da Gene Hackman, Joanna Cassidy e Tommy Lee Jones.

## Trama
Negli anni conclusivi della guerra fredda, a Berlino Ovest ha luogo un vertice diplomatico tra Stati Uniti d'America e Unione Sovietica, preparatorio per il prossimo e ben più importante summit in programma a Chicago tra il presidente statunitense e il segretario generale sovietico, che dovrà portare allo smantellamento dei rispettivi arsenali nucleari. Durante l'incontro, due ufficiali americani perdono la vita in un attentato. Il sergente Johnny Gallagher, a capo della pattuglia di sorveglianza, viene accusato di negligenza dal colonnello Glen Whitacre e per questo, apparentemente, punito con l'incarico di scortare il ritorno in patria di Walter Henke, un problematico militare deferito dalla corte marziale.
All'arrivo negli Stati Uniti, Gallagher viene aggredito da un gruppo di sconosciuti in aeroporto, cosa che permette a Henke di fuggire. Invece di fare rapporto, il sergente chiede aiuto alla sua ex moglie Eileen, ufficiale di stato maggiore, poiché convinto che qualcosa non quadri nella situazione. Nonostante ciò, Gallagher viene fermato e messo agli arresti domiciliari, ma riesce a evadere e insieme a Eileen si mette alla ricerca di Henke. La coppia diventa tuttavia il bersaglio di misteriosi sicari che non hanno altro obiettivo che ucciderli. Rifugiatisi a Chicago per chiedere aiuto a Delich, detective e vecchio amico di Gallagher, il sergente scopre che l'uomo da lui riportato in patria non è Henke bensì Thomas Boyette, un militare creduto morto anni prima nella guerra del Vietnam – soprattutto, un pericoloso killer –; il vero Henke è stato invece fatto infiltrare da Whitacre in un movimento neonazista contrario all'accordo coi sovietici.
Gallagher si rende conto di essere coinvolto in un intrigo internazionale, orchestrato da Whitacre col suo parigrado sovietico e portato avanti da militari di entrambi i blocchi, per far naufragare la riuscita del vertice: infatti, con la messa al bando delle armi nucleari, i loro attuali equilibri – e conseguenti guadagni – non avrebbero più ragion d'essere. L'obiettivo dei congiuranti è l'assassinio del leader russo, affidato a Boyette, mentre Henke è solo un'inconsapevole pedina, nel frattempo eliminato da Boyette e destinato a capro espiatorio per far ricadere la colpa sui neonazisti. Gallagher, Eileen e Delich riescono a mettere insieme i pezzi giusto in tempo, con Gallagher che uccide Boyette pochi secondi prima che questi colpisca il capo di Stato sovietico. L'intera macchinazione viene a galla, mentre Whithacre e il suo collega d'oltrecortina, subito dopo il fallito attentato, vengono freddati da un ufficiale interno al complotto.

## Produzione
La pellicola è ambientata in Germania e negli Stati Uniti d'America, menzionando luoghi come Washington, la contea di Arlington e Chicago, ciononostante è stata girata quasi interamente in Illinois eccetto per le brevi sequenze iniziali al Sowjetisches Ehrenmal, nell'allora settore inglese di Berlino Ovest.